# Zbornica
Zbornica (kroatisch für „Raum“, internationaler englischsprachiger Titel The Staffroom für „Das Lehrerzimmer“) ist ein Filmdrama von Sonja Tarokić, das im August 2021 beim Filmfestival Karlovy Vary seine Premiere feierte.

## Handlung
Anamarija kommt gerade aus ihrem zweijährigen Mutterschaftsurlaub und tritt mit viel Enthusiasmus ihre neue Stelle als Beraterin in einer Grundschule in Zagreb an. Zunächst versucht sie sich aus den Machtspielchen und Konflikten zwischen den Kollegen und den Eltern rauszuhalten und sich auf ihre Arbeit als Schulpädagogin mit den Kindern zu konzentrieren. Um jedoch in dieser Umgebung voller ausgebrannter und teilnahmsloser Lehrer zu bestehen und ihr Verhältnis zur Schulleiterin zu verbessern, muss Anamarija strategisch vorgehen.

## Produktion
Regie führte Sonja Tarokić, die auch das Drehbuch schrieb. Es handelt sich um ihr Debüt bei einem Spielfilm als alleinige Regisseurin. Ihr Kurzfilm Ground Under Your Feet wurde beim Rotterdam Film Festival gezeigt und gewann anschließend den Preis für den besten Film beim Zagreber Filmfestival.
Die Hauptrolle von Anamarija wurde mit der in Kroatien bekannten Schauspielerin Marina Redžepović besetzt mit der Tarokić immer wieder zusammenarbeitet. Die Schauspielerin und die Regisseurin sind befreundet. Nives Ivanković spielt die Schulleiterin, Stojan Matavulj den Geschichtslehrer.
Die erste Vorstellung erfolgte am 22. August 2021 beim Filmfestival Karlovy Vary. Kurz zuvor wurde ein erster Trailer vorgestellt. Im November 2021 wird er beim Filmfestival Cottbus gezeigt. Ende Februar, Anfang März 2022 wurde er beim Internationalen Film Festival in Belgrad vorgestellt. Ende März, Anfang April 2022 wurde er beim Vilnius International Film Festival gezeigt. Im April 2022 wurde er beim Seattle International Film Festival vorgestellt, Ende April, Anfang Mai 2022 bei Crossing Europe.

## Auszeichnungen
Cairo International Film Festival 2021
- Nominierung für den Arab Film Critics’ Award for European Films[12]

Calgary International Film Festival 2021
- Nominierung im International Narrative Competition[13]

Filmfestival Cottbus 2021
- Nominierung im Wettbewerb Spielfilm[14]

Filmfestival von Pula 2022
- Auszeichnung mit dem Grand Golden Arena (Sonja Tarokić)
- Auszeichnung für die Beste Regie mit dem Golden Arena (Sonja Tarokić)
- Auszeichnung als Bester Hauptdarsteller mit dem Golden Arena (Stojan Matavulj)
- Auszeichnung als Beste Nebendarstellerin mit dem Golden Arena (Nives Ivanković)
- Auszeichnung für den Besten Filmschnitt mit dem Golden Arena (Borna Buljević)
- Auszeichnung mit dem Critics Jury Award Croatian Film (Sonja Tarokić)[15]

International Film Festival Belgrad 2022
- Nominierung im Hauptwettbewerb
- Auszeichnung als Bester Debütfilm (Sonja Tarokić)[16][17]

Filmfestival Karlovy Vary 2021
- Nominierung für den Kristallglobus im Hauptwettbewerb (Sonja Tarokić)
- Lobende Erwähnung der Jury
- Belobigung der Ökumenischen Jury[18]

Seattle International Film Festival 2022
- Nominierung im New Directors Competition (Sonja Tarokić)[19]

Vilnius International Film Festival 2022
- Nominierung im europäischen Wettbewerb
- Auszeichnung als Beste Darstellerin (Marina Redžepović)[20][21]

Zagreb Film Festival 2021
- Lobende Erwähnung im internationalen Wettbewerb[22]